# Canal Flats Park
Canal Flats Park är en park i Kanada.   Den ligger i provinsen British Columbia, i den södra delen av landet, 3 000 km väster om huvudstaden Ottawa. Canal Flats Park ligger 820 meter över havet. Den ligger vid sjön Columbia Lake.
Terrängen runt Canal Flats Park är kuperad österut, men västerut är den bergig. Canal Flats Park ligger nere i en dal. Trakten runt Canal Flats Park är nära nog obefolkad, med mindre än två invånare per kvadratkilometer..
I omgivningarna runt Canal Flats Park växer i huvudsak barrskog.